# Sandra Day O'Connor
Sandra Day O'Connor (El Paso, 26 de marzo de 1930-Phoenix, 1 de diciembre de 2023) fue una jurista estadounidense. De 1981 hasta enero de 2006 ocupó la posición de juez asociado de la Corte Suprema de los Estados Unidos. Fue la primera mujer en ocupar una posición en ese tribunal. Debido a su acercamiento moderado a cada caso ante la Corte, la Jueza O'Connor era considerada el voto decisivo en muchos de los casos que tenía ante su consideración la corte.
La carrera judicial de O'Connor comenzó en 1975 cuando fue nombrada Juez de los Tribunales Superiores del estado de Arizona. Luego, en 1979 es ascendida a juez del Tribunal de Apelaciones de ese mismo estado. En 1981, el presidente Ronald W. Reagan la nomina a la Corte Suprema tras el retiro del Juez Asociado Potter Stewart. 
Aunque mantuvo a través de su carrera ideales conservadores, su acercamiento a los casos causó que con el tiempo se moviera más hacia el centro, ganándose la fama de ser una jurista moderada. Consistentemente votó a favor del derecho al aborto y el derecho de los homosexuales. 
El 1 de julio de 2005, anunció su retiro de la Corte Suprema. Inicialmente, el presidente George W. Bush nominó a John Roberts para sustituirla. Sin embargo, al morir el juez presidente William Rehnquist en septiembre de 2005, Bush decide nominar a Roberts para esa vacante. Luego, en octubre, Bush nominó a la abogada Harriet Miers para sustituir a O'Connor, pero esta decide retirar su nombramiento. Finalmente, en noviembre, Bush nominó al juez conservador Samuel Alito para llenar la vacante de O'Connor y este fue confirmado por el Senado el 31 de enero de 2006. Fue entonces cuando la renuncia de O'Connor fue efectiva.
O'Connor falleció a los 93 años en Phoenix, el 1 de diciembre de 2023, a raíz de complicaciones relacionadas con demencia avanzada y una enfermedad respiratoria.